# Dieter Klein (Wirtschaftswissenschaftler)

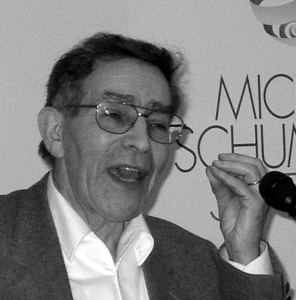
Dieter Klein

Dieter Klein (* 15. Oktober 1931 in Berlin) ist ein deutscher marxistischer Wirtschaftswissenschaftler und freier Mitarbeiter sowie Mitglied des Vorstandes der Rosa-Luxemburg-Stiftung in Berlin.

## Leben
Dieter Kleins Eltern waren kaufmännische Angestellte. Wegen seiner jüdischer Abstammung wurde Klein unter dem NS-Regime vom Gymnasium relegiert, und er musste eine einklassige Dorfschule besuchen. Nach dem Ende des Zweiten Weltkriegs legte er 1951 das Abitur ab.
Klein absolvierte von 1951 bis 1955 ein Studium der Wirtschaftswissenschaften an der Humboldt-Universität zu Berlin. 1961 wurde er mit dem Thema Integration des Finanzkapitals in Westeuropa promoviert, 1964 habilitierte er sich über Planifikation und strategisches Handeln in der EWG und wurde auf den Lehrstuhl Politische Ökonomie des Kapitalismus berufen. Von 1964 bis 1977 war er Direktor des Instituts für Politische Ökonomie an der wirtschaftswissenschaftlichen Fakultät der Humboldt-Universität. Danach war er bis 1990 als Prorektor für Gesellschaftswissenschaften der Humboldt-Universität. In den 1980er Jahren war Klein hauptverantwortlich für den Aufbau einer multidisziplinären universitären Friedensforschung an der Humboldt-Universität und den Austausch von Vorlesungszyklen mit dem Hamburger Institut für Friedensforschung und Sicherheitspolitik. 1983 wurde er Mitglied der SED-Bezirksleitung in Ost-Berlin.
1989 war er zusammen mit 31 weiteren DDR-Bürgern Erstunterzeichner des Appells "Für unser Land".
Vom Februar 1990 bis Juli 1991 war Klein Leiter des Instituts für interdisziplinäre Zivilisationsforschung, das aus dem Arbeitszusammenhang der an dem kritischen Reformprojekt Moderner Sozialismus Beteiligten hervorgegangen war. Von 1990 bis 1997 hatte er eine Professur am Lehrstuhl Ökonomische Grundlagen der Politik am Institut für Sozialwissenschaften der Humboldt-Universität inne.
Dieter Klein ist Gründungsmitglied des Institut Solidarische Moderne, Mitglied der „Gruppe Neubeginn“ und im Willy-Brandt-Kreis aktiv. Er ist Vorsitzender der Michael-Schumann-Stiftung, benannt nach dem früheren Politiker der PDS Michael Schumann. Klein hat an den Programmkommissionen der PDS und der Partei Die Linke mitgewirkt.

## Veröffentlichungen (Auswahl)
- Gemeinsame Sicherheit – trotz alledem. Überlegungen für zeitgemäße linke Strategien. VSA Verlag, Hamburg 2024, ISBN 978-3-96488-213-4.
- zusammen mit Antje Vollmer et al.: Den Krieg verlernen. Zum Vermächtnis einer Pazifistin. Eine Flugschrift. VSA Verlag, Hamburg 2024, ISBN 978-3-96488-211-0.
- Regulation in einer solidarischen Gesellschaft. Wie eine sozial-ökologische Transformation funktionieren könnte. VSA Verlag, Hamburg 2022, ISBN 978-3-96488-117-5.
- zusammen mit Antje Vollmer et al.: Neubeginn. Aufbegehren gegen Krise und Krieg. Eine Flugschrift. VSA Verlag, Hamburg 2022, ISBN 978-3-96488-138-0.
- Zukunft oder Ende des Kapitalismus? Eine kritische Diskursanalyse in turbulenten Zeiten, Hamburg: VSA Verlag 2019, ISBN 978-3-89965-888-0 (online).
- Gespaltene Machteliten. Verlorene Transformationsfähigkeit oder Renaissance eines New Deal?, Hamburg: VSA Verlag 2016, ISBN 978-3-89965-695-4 (online).
- Das Morgen tanzt im Heute. Transformation im Kapitalismus und über ihn hinaus, Hamburg: VSA Verlag 2013, ISBN 978-3-89965-568-1 (als PDF; 1400 kB)
- Widersprüche in der Brandenburger Energiewende. Horizonte sozialökologischer Transformation, Papers der rls. 2012 (als PDF; 373 kB)
- Eine mehrdimensionale Krise und ihre sicherheitspolitischen Folgen. In: Die Weltwirtschaftskrise und der Frieden. Beiträge zum 14. Dresdner Symposium Für eine globale Friedensordnung am 21. November 2009. (Hrsg.) Dresdener Studiengemeinschaft Sicherheitspolitik (DSS) e. V.: DSS-Arbeitspapiere, Dresden 2010, Heft 97, S. 4–27. urn:nbn:de:bsz:14-qucosa2-339717
- Eine zweite Große Transformation und die Linke. Reihe Kontrovers der Rosa-Luxemburg-Stiftung 1/2010 (als PDF; 348 kB)
- Krisenkapitalismus. Wohin es geht, wenn es so weitergeht, Berlin; Karl Dietz Verlag 2008, ISBN 978-3-320-02165-8 (als PDF; 1300 kB)
- Weltgesellschaft – geprägt vom Finanzmarktkapitalismus, In: Egon Bahr (Hrsg.): Weltgesellschaft. Ein Projekt von links! Berlin 2008.
- Milliardäre – Kassenleere. Rätselhafter Verbleib des anschwellenden Reichtums, Karl Dietz Verlag, Berlin, 2006, ISBN 3-320-02081-1.
- Herausgeber und Autor: Leben statt gelebt zu werden. Selbstbestimmung und soziale Sicherheit. Zukunftsbericht der Rosa-Luxemburg-Stiftung, Karl Dietz Verlag, Berlin, 2004, ISBN 3-320-02935-5.
- Demokratischer Sozialismus als transformatorisches Projekt und: Alltagsschritte und Visionen und: Über einen alternativen Umgang mit der ungeheuren Präsenz des totgesagten Eigentums. In: Michael Brie / Michael Chrapa / Dieter Klein (Hrsg.): Sozialismus als Tagesaufgabe, Karl Dietz Verlag, Berlin, 2003, ISBN 3-320-02933-9.
- Warum gehört dem Sozialismus die Zukunft? Gesellschaftspolitische Fragen unserer Zeit. Staatssekretariat für westdeutsche Fragen (DDR). Berlin 1969
- Hrsg. und Autor: Reformalternativen. Sozial ökologisch zivil, Karl Dietz Verlag, Berlin, 2000, ISBN 3-320-01981-3.
- Ko-Herausgeber und Autor: Zur Programmatik der Partei des Demokratischen Sozialismus. Ein Kommentar, Karl Dietz Verlag, Berlin, 1997, ISBN 3-320-01932-5.
- Michael Brie und Dieter Klein: Der Engel der Geschichte. Befreiende Erfahrungen einer Niederlage, Karl Dietz Verlag, Berlin, 1993.
- Ko-Hrsg. und Autor: Zwischen den Zeiten. Ein Jahrhundert verabschiedet sich, VSA Verlag, Hamburg, 1992.
- Ko-Hrsg. und Autor: Umbruch zur Moderne?, VSA Verlag, Hamburg, 1991.
- Chancen für einen friedensfähigen Kapitalismus, Dietz Verlag, Berlin: 1988.
- Hrsg. und Autor: Politische Ökonomie des Kapitalismus. Lehrbuch Dietz Verlag, Berlin, 1986.